# Diploknema siamensis
Diploknema siamensis är en tvåhjärtbladig växtart som beskrevs av Fletcher. Diploknema siamensis ingår i släktet Diploknema och familjen Sapotaceae. Inga underarter finns listade i Catalogue of Life.